# Взаємообмінний збір
Взаємообмінний збір (англ. Interchange fee) — термін, що використовується у галузі платіжних карток для опису збору, що сплачується між банками за прийняття операцій на основі карт. Зазвичай за операції з продажу/надання послуг це плата, яку банк продавця платить банку клієнта (екваєр — емітенту); а за операції з готівкою обмінний збір сплачується від емітента набувачу, що часто називають зворотним обміном.
Під час трансакції з кредитною карткою або дебетовою карткою банк-емітент, який здійснює платіжну операцію, віднімає комісію за обмін із суми, яку він сплачує банку-еквайєру, який здійснює операцію з кредитною або дебетовою карткою для продавця. Потім банк, що поглинає, сплачує продавцю суму операції за мінусом як обмінний збір, так і додаткову, як правило меншу, плату за банк-поглинач або незалежну організацію продажу (ISO), яку часто називають ставкою дисконтування, додатковою на ставку, або passthru. Однак за операції зняття готівки в банкоматах комісія сплачує банк-емітент банку-еквайєру (за обслуговування автомата). Таким чином, Плата за обмін розуміється головним чином як компенсація Банку-емітенту за період накопичення виписки та „Пільговий період” після виписки. По суті, це найкраще розглядати як дисконтування дебіторської заборгованості торговців до дати „Платіжної дати”, коли клієнт розраховується рахунком або з власних джерел, або кредитна лінія, властива картці, автоматично сплачує її, і банк починає стягувати кредит карткові відсотки по ньому.
Ці комісії встановлюються мережами кредитних карток і є найбільшим компонентом різних комісій, які більшість торговців платять за привілей приймати платіжні картки, за деякими оцінками вони становлять від 70% до 90% цих комісій, хоча більші торговці зазвичай платять менше у відсотках. Плата за обмін має складну структуру ціноутворення, яка базується на марці картки, регіонах або юрисдикціях, типі кредитної чи дебетової картки, типі та розмірі приймаючого продавця та типі транзакції (наприклад, Інтернет, у магазині, телефонне замовлення, чи присутня картка для транзакції тощо). Додатково ускладнюючи графіки тарифів, обмінні збори, як правило, є фіксованою платою плюс відсоток від загальної вартості закупівлі (включаючи податки). У США плата в середньому становить приблизно 2% від вартості операції. В ЄС обмінні комісії обмежуються до 0,3% транзакції для кредитних карток і до 0,2% для дебетових карток, тоді як для корпоративних карток обмеження не існує. В Україні обмінні комісії обмежуються до 2,7%.
В останні роки обмінні збори стали суперечливим питанням, предметом регуляторних та антимонопольних розслідувань. Багато великих торговців, таких як Walmart, мають змогу узгоджувати ціни комісій і хоча деякі продавці віддають перевагу готівці або дебетовим карткам на основі PIN-коду, більшість вважають, що вони не можуть реально відмовитись приймати основні платіжні системи, що мають фірмову картку. Це справедливо навіть тоді, коли їхні обмінні платежі перевищують норму прибутку. Деякі країни, такі як Австралія, встановили значно нижчі обмінні збори, хоча, згідно з дослідженням Управління підзвітності уряду США, заощадження, якими користуються торговці, не передавалися споживачам. Збори також є предметом декількох судових процесів, що тривають у Сполучених Штатах.

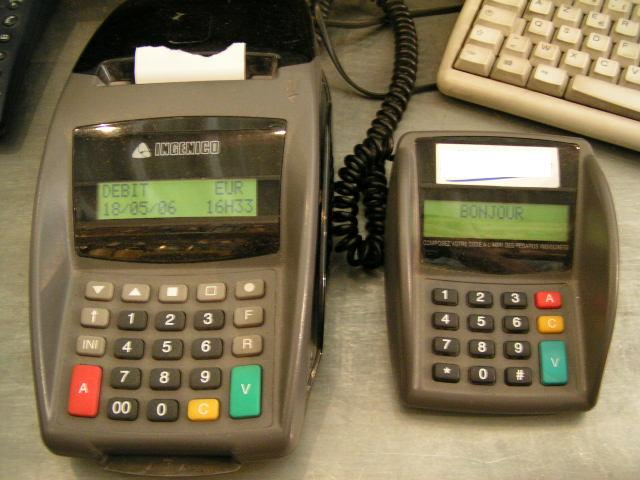
Термінали для гортання кредитних карток та походження терміна "плата за гортання"

## Огляд

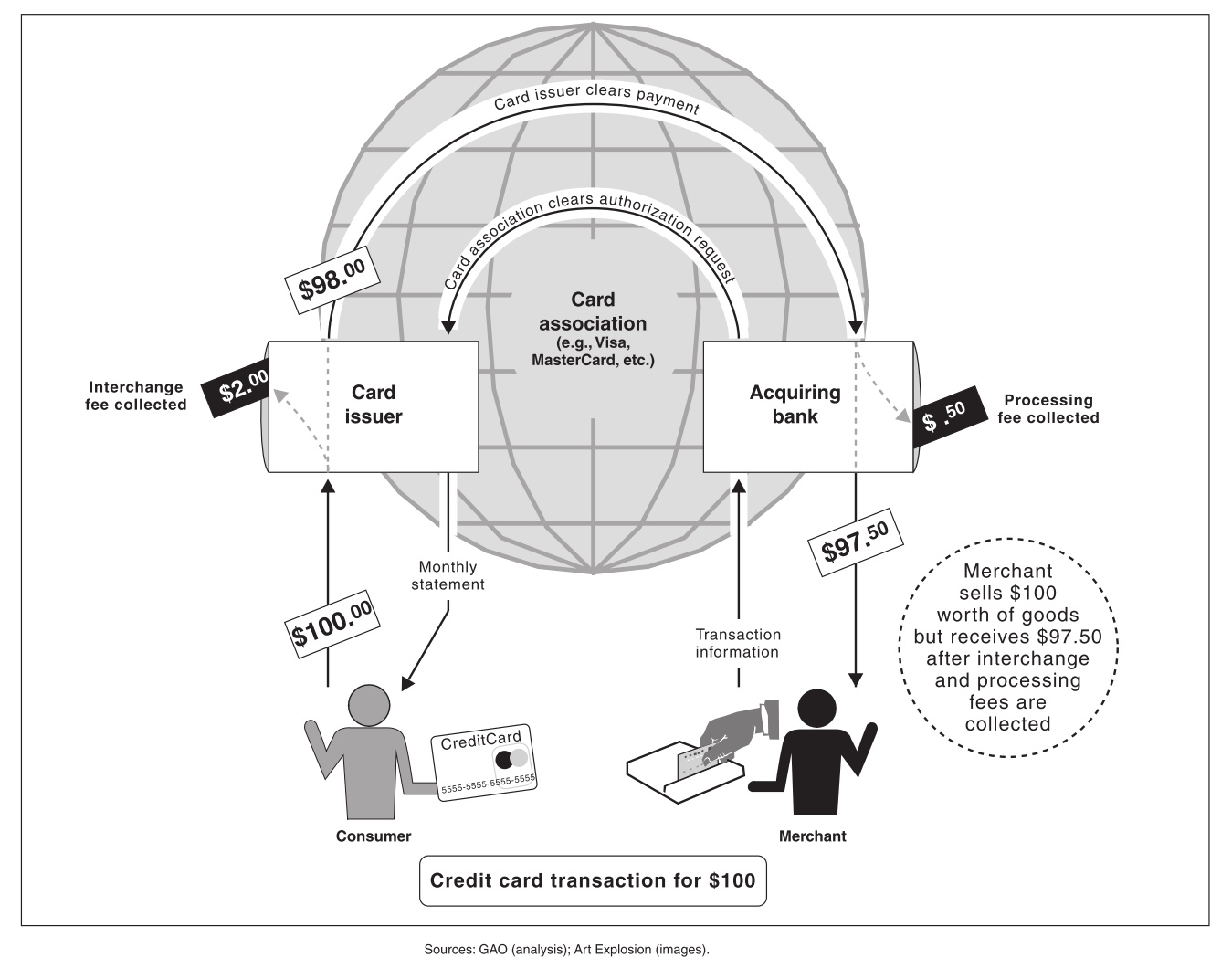
Зображення з звіту GAO, що пояснює, як працює плата за обмін.

Плата за обмін встановлюється платіжними системами, такими як Visa та Mastercard.
У США емітенти карток зараз заробляють понад 30 млрд доларів щороку за рахунок обмінних зборів. Обмінні збори, зібрані Visa та Mastercard у 2004 році склали 26 мільярдів доларів. У 2005 році ця цифра становила 30,7 мільярда доларів, а приріст становив 85 відсотків порівняно з 2001 роком.
Походження обмінного збору викликає певні суперечки. Часто вважається, що вони були розроблені для підтримки та залучення належного поєднання емітентів та еквайєрів до банківських мереж. Однак дослідження професора Адама Левітіна з Юридичного центру Університету Джорджтауна вказують на те, що обмінні збори спочатку були розроблені як метод для банків уникати лихварства та законів про позику. Як правило, основна частина плати надходить банку-емітенту. Емісійні комісійні збори банків вилучаються із суми, яку збирають продавці, коли вони подають на оплату кредитні або дебетові операції через свої банки-еквайєри. Банки не розраховують заробляти значну суму грошей за прострочені комісійні та відсоткові платежі від кредитоспроможних клієнтів (які платять повністю щомісяця), а натомість отримують свій прибуток від обмінного збору, що стягується з торговців.
Курси обміну встановлюються на різних рівнях з різних причин. Наприклад, преміумальна картка, яка пропонує винагороду, як правило, матиме вищий обмінний курс, ніж у стандартних карток. Операції, здійснені з кредитними картками, як правило, мають вищі ставки, ніж з дебетовими картками з підписом, ставки яких, у свою чергу, зазвичай вищі, ніж операції з дебетовими картками з PIN-кодом. Продажі, які не проводяться особисто (також відомі як транзакції, що не містять картки), такі як по телефону або в Інтернеті, як правило, підлягають вищим обмінним курсам, ніж транзакції на картках, представлених особисто. Це пов’язано зі збільшенням ризику та частоти шахрайських операцій. Важливо зазначити, що обмін — це галузевий стандарт, якому підлягають усі купці. Він призначений для заохочення емісії та залучення банків-емітентів до випуску певної марки. Вищий обмін часто є інструментом для схем, що заохочують випуск їхньої конкретної марки.
Для прикладу того, як функціонує взаємообмін, уявіть, як споживач здійснює покупку за кредитною карткою за 100 доларів. За цей товар у 100 доларів рітейлер отримав би приблизно 98 доларів. Решта 2 долари, відомі як торгова знижка та збори, діляться. Близько 1,75 доларів піде банку-емітенту карток (визначається як обмін), 0,18 доларів — асоціаціям Visa або Mastercard (визначається як оцінка), а решта 0,07 доларів піде постачальнику торгових рахунків продавця. Якщо на кредитній картці відображається логотип Visa, Visa отримає 0,18 дол. США, так само як і з Mastercard. Оцінки Visa та Mastercard встановлюються на рівні 0,1100% від суми транзакції, при цьому оцінка Mastercard збільшується до 0,13% від вартості транзакції для споживчого та ділового кредиту за операціями в розмірі 1000 доларів США або більше. В середньому ставки обміну в США складають 179 базисних пунктів (1,79%, 1 базовий пункт становить 1/100 відсотка відсотка) і різняться в різних країнах. У квітні 2007 року Visa оголосила, що підвищить свою ставку на 6% до 1,77%.
За даними опитування, проведеного в січні 2007 року компанією Harris interactive, лише близько третини громадськості чули про обмінні збори; одного разу їм пояснивши, 90% заявили, що Конгрес Сполучених Штатів "повинен змусити компанії кредитних карток краще інформувати споживачів" про плату.

## Суперечка

### Встановлення ціни
Регулятори в декількох країнах поставили під сумнів колективне визначення обмінних ставок та зборів як потенційних прикладів встановлення цін. Зокрема, групи торговців, як коаліція Merchants Payments Coalition та Merchant Bill of Rights, базуються в США, також стверджують, що обмінні збори значно вищі за необхідні вказуючи на той факт, що навіть незважаючи на те, що технологія та ефективність покращилися, обмінні збори мають більше ніж подвоївся за останні 10 років. Банки-емітенти стверджують, що зниження обмінних комісій призведе до збільшення витрат для власників карток та зменшить їх здатність задовольняти винагороди за вже випущеними картками.

### Добробут споживачів
Дослідження державної політики у 2010 році, проведене Федеральним резервом, прийшло до висновку, що аспект програми винагороди за обмінними платежами призводить до нетривіального грошового переказу від домогосподарств з низьким доходом до рітейлерів із високим рівнем доходу. Зменшення торгових зборів та винагород за картки, швидше за все, збільшить добробут споживачів.
Коаліція Merchants Payments бореться за більш конкурентоспроможну та прозору систему плати за картки, яка б краще обслуговувала як американських споживачів, так і торговців. Оскільки плата за переведення коштів приховується, споживачі не можуть зважити переваги та витрати, пов’язані з вибором певної форми оплати. Усунення плати за приховані розмивання пропонується як засіб реалізації системи відкритого ринку для електронних платежів.

## За регіонами

### Сполучені Штати

#### Плата за обмін платіжними картками та судові спори щодо купівлі зі знижкою
Плата за обмін платіжними картками та антимонопольний судовий процес щодо дисконтних продажів — це колективний позов Сполучених Штатів, поданий у 2005 році торговцями та торговими асоціаціями проти Visa, MasterCard та численних фінансових установ, що випускають платіжні картки. Позов було подано через встановлення ціни та інші, нібито, антиконкурентні практики торгівлі у галузі кредитних карток. Запропоноване врегулювання отримало попереднє схвалення від судді, який здійснював нагляд за справою, у листопаді 2012 року, але більшість позивачів зазначених класів висловились проти, і багато хто пообіцяли відмовитись від врегулювання.
У грудні 2013 року суддя окружного суду США Джон Глісон затвердив мирову угоду на суму 7,25 мільярда доларів. Поселення зменшує обмінні збори для продавців, а також захищає компанії, що займаються кредитними картками, від судових позовів з приводу цього питання в майбутньому.

#### Законодавство та розслідування Конгресу
Слухання сенатів у Сполучених Штатах зосереджувались на таємниці, що стосується графіків обмінних зборів та правил експлуатації карток. У 2006 році Visa та Mastercard оприлюднили деякі графіки сплати та зведені звіти про правила своїх карток, хоча тиск на них продовжує видавати повні документи. У січні 2007 р. Голова комітету з питань банківської справи Сенату Кріс Додд процитував обмінні збори на слуханнях щодо практики роботи з кредитними картками, і в березні збори були критиковані сенатором. Норм Коулман .  У січні 2007 року голова корпорації Майкрософт Білл Гейтс назвав високі обмінні збори як важливу причину, по якій Microsoft вважає, що вона не може бути конкурентоспроможною в платіжних мікроплатежах.
У березні 2007 року Mastercard оголосила, що змінює структуру своїх ставок, розділивши нижчий, «базовий» рівень для кредитних карток на два нові рівні. The Wall Street Journal повідомляє що документ, що окреслює зміну, "ускладнює визначення того, чи зростають нові темпи в середньому". Прес-секретар Mastercard Джошуа Пейрес заявив, що нова структура "дозволяє нам мати більш досконалий спосіб розбити наш портфель кредитних карток", тоді як генеральний радник Національної федерації роздрібної торгівлі Меллорі Дункан заявив: "Вони оцінюють кожен рівень по максимуму, наскільки вони можуть, щоб вони могли можуть максимізувати свій дохід".
19 липня 2007 року антимонопольна робоча група Комітету юстиції палати парламенту провела перше слухання з метою вивчення конкретного питання обмінних зборів. Данкан NRF дав свідчення, як і представники галузі кредитних карток. Голова підкомітету Джон Конєрс, керівник комісії, сказав: "Хоча я приходжу на слухання з відкритою думкою, я впевнений, що тягар доказу лежить на компаніях, що займаються кредитними картками, щоб запевнити Конгрес у тому, що збільшення обмінних зборів не шкодить торговцям і, зрештою, споживачі".
1 жовтня 2010 р. Поправка Дурбіна набула чинності як останнє доповнення до Закону про реформу Додда-Франка на Уолл-стріт та захист прав споживачів 2010 року. В результаті банки почали обмежувати стимули, пропоновані своїми продуктами на чекових рахунках, а деякі оголосили, що почнуть стягувати зі своїх клієнтів комісію за користування картками.
У тому ж місяці Visa та Mastercard досягли врегулювання з Міністерством юстиції США у рамках антимонопольної справи, зосередженої на питанні конкурентоспроможності на біржовому ринку. Компанії домовились дозволити торговцям, що демонструють свої логотипи, відмовлятися від певних типів карток або пропонувати споживачам знижки за використання дешевих карток.

### Європейський Союз
У 2002 році Європейська комісія звільнила багатосторонні обмінні збори Visa зі статті 81 Договору про ЄС, яка забороняє антиконкурентні домовленості. Однак термін дії цього звільнення закінчився 31 грудня 2007 року. У Сполученому Королівстві Mastercard зменшила обмінні збори, поки вона перебуває під розслідуванням Управління добросовісної торгівлі.
У січні 2007 року Європейська комісія опублікувала результати дворічного розслідування роздрібного банківського сектору. У звіті основна увага приділяється платіжним карткам та обмінним комісіям. Опублікувавши звіт, комісар Нілі Крус заявила, що "нинішній рівень обмінних зборів у багатьох з розглянутих нами схем не виглядає виправданим". Звіт вимагав подальшого вивчення цього питання.
19 грудня 2007 року Європейська Комісія видала рішення, що забороняє багатосторонній обмінний збір MasterCard за транскордонні транзакції платіжних карток з дебетовими та споживчими кредитними картками MasterCard та Maestro. Комісія дійшла висновку, що цей збір порушив статтю 81 Договору ЄС, яка забороняє антиконкурентні угоди. MasterCard оскаржила рішення Комісії перед Судом першої інстанції ЄС; на час розгляду апеляції MasterCard тимчасово скасувала свої багатосторонні збори за обмін.
26 березня 2008 року Європейська Комісія відкрила розслідування щодо багатосторонніх зборів Visa за транскордонні транзакції в межах ЄЕЗ, а також щодо правила "Вшанувати всі картки" (згідно з яким торговці повинні приймати всі діючі картки з фірмовими картками Visa).
Антимонопольні органи держав-членів ЄС, крім Великої Британії, також розслідують обмінні збори Mastercard та Visa. Наприклад, 4 січня 2007 року Польське відомство з питань конкуренції та захисту споживачів оштрафувало двадцять банків на загальну суму 164 мільйони злотих (близько 56 мільйонів доларів) за спільне встановлення обмінних зборів Mastercard та Visa.
У березні 2015 року Європейський парламент проголосував встановити обмежувальні збори за обмін до 0,3% для кредитних карток і до 0,2% для дебетових карток що згодом було введено в дію згідно з Регламентом (ЄС) 2015/751 з 8 червня 2015 року Обмеження застосовуються лише до особистих карток, де є посередник, а не до карток, виданих компаніям, або карток, випущених American Express.

### Австралія та Нова Зеландія
У 2003 році Резервний банк Австралії вимагав різко зменшити обмінні збори, приблизно з 0,95% угоди до приблизно 0,5%.  Одним помітним результатом стало зменшення використання нагородних карток та збільшення використання дебетових карток. Австралія також скасувала правило "без доплати" — політику, встановлену мережами кредитних карток, такими як Visa та Mastercard, щоб заборонити продавцям стягувати з власника картки плату за користування кредитною карткою. Доплата пом'якшить або навіть перевищить торгову знижку, яку сплачує торговець, але також зробить власника картки більш неохочим використовувати картку як спосіб оплати. Австралія також внесла зміни до ставок обміну на дебетових картках і розглядала можливість взагалі скасувати обмінні збори. У лютому 2016 року Закон про конкуренцію та споживчі зміни (надбавки до платежів) став чинним.
У 2006 році Комісія з питань торгівлі Нової Зеландії розпочала провадження проти Visa та Mastercard, стверджуючи, що обмінні збори становлять фіксацію цін і призводять до значного зменшення конкуренції. Незадовго до того, як судова справа мала розпочатися восени 2009 року, позов було врегульовано поза судом; "правило без додаткової надбавки" було заборонено, дозволяючи роздрібним продавцям перекладати на клієнта вартість транзакцій Mastercard та Visa, а емітентам карток дозволялося встановлювати власні комісії за обмін в межах максимального ліміту, встановленого Visa або Mastercard. Усі емітенти карток Mastercard у Новій Зеландії оголосили, що стягуватимуть максимальну ставку. У 2013 році Комісія оприлюднила звіт, в якому розглядається результат врегулювання, в якому видно, що багато торговців платили вищі збори за прийняття кредитних карток, ніж до врегулювання. У 2020 році уряд Нової Зеландії оголосив про плани регулювати банківську платіжну систему для зниження комісійних за послуги з продажу дебетових та кредитних карток, щоб привести їх у відповідність із тими, що існують в інших країнах, зокрема в Австралії.